# سیاوش ظهیرالدینی
سیاوش ظهیرالدینی (زادهٔ ۱۳۲۸ در تهران) موسیقی‌دان و نوازنده ویلن و ویولن آلتو (ویولا) اهل ایران است. او به خاطر دو دهه فعالیت‌های هنری، به عنوان برجسته‌ترین نوازنده کلاسیک مورد تقدیر قرار گرفته‌است.

## زندگی هنری
سیاوش ظهیرالدینی در سال ۱۳۲۸ در تهران، در خانواده‌ای هنرمند به دنیا آمد. وی در رشته موسیقی تحصیل کرد و لیسانس موسیقی و درجه یک هنری کسب کرد. مدرس سازهای زهی در هنرستان موسیقی، دانشگاه و آموزشگاه‌های موسیقی است.
او از سال ۱۳۴۶ به عنوان نوازنده اول ویولن آلتو در ارکستر سمفونیک تهران فعالیت داشته و در اجرای کنسرت‌های متعدد داخلی و خارجی به عنوان سولیست و همنواز حضور داشته‌است؛ و بیش از ۳۵ سال سابقه در اجرای موسیقی ارکستر و موسیقی فیلم را دارا است. در بیست و سومین جشنواره موسیقی فجر و هفدهمین جشن خانه موسیقی از سیاوش ظهیرالدینی تقدیر به عمل آمد.

## فعالیت هنری
- نوازنده و مایستر «ویولا» در ارکستر سمفونیک تهران
- تدریس نوازندگی در هنرستان موسیقی، دانشگاه‌ها و مراکز آموزش موسیقی[۱]
- عضو هیئت داوران جشنوارهٔ موسیقی جوان.[۴]
- نوازندگی موسیقی فیلم و آلبوم‌های موسیقی
- انتشار کتب آموزشی

## آثار
- کتاب‌های «روش آموزش ویلن» در پنج جلد (پدیدآورنده) انتشارات چنگ ۱۳۸۸–۱۳۹۴.[۵]
- نوازندگی در آلبوم موسیقی فیلم از کرخه تا راین به آهنگسازی مجید انتظامی.[۶]
- نوازندگی در آلبوم مجموعه تلویزیونی امام علی به آهنگسازی فرهاد فخرالدینی.
- نوازندگی در آلبوم ایران زمین به آهنگسازی کامبیز روشن روان.
- نوازندگی در آلبوم موسیقی «تنها ماندم» به آهنگسازی «همایون خرم»، تنطیم «کامبیز روشن روان» و خوانندگی «محمد اصفهانی»[۷]
- نوازندگی در آلبوم نهانخانه دل به آهنگسازی کامبیز روشن روان.
- نوازندگی در آلبوم دلاویزترین به آهنگسازی محمد سریر.
- نوازندگی در آلبوم جاودانه با عشق به آهنگسازی محمد سریر.
- نوازندگی در آلبوم جلوه‌های ماندگار به آهنگسازی محمد سریر.
- نوازندگی در آلبوم سمفونی «حماسه خرمشهر» به آهنگسازی مجید انتظامی.
- نوازندگی در آلبوم «گریه بی بهانه» کار گروهی آهنگسازان.
- نوازندگی در آلبوم «مسافر» به آهنگسازی محمد رضا احمدیان و دکلمه خسرو شکیبایی.
- نوازندگی در آلبوم دیدار به آهنگسازی کامبیز روشن روان.
- نوازندگی در آلبوم «چامه‌ها و چکامه‌ها» به آهنگسازی روح‌انگیز راهگانی.
- نوازندگی در آلبوم ساقی نامه به آهنگسازی کامبیز روشن روان.
- نوازندگی در آلبوم «نگاه آسمانی» به آهنگسازی همایون رحیمیان.
- نوازندگی در آلبوم «دیار مهر» به آهنگسازی تهمورس پورناظری.